# 1. Division 1976-1977
L'edizione 1976-77 della Bundesliga vide la vittoria finale dell'FC Wacker Innsbruck.
Capocannoniere del torneo fu Johann Krankl del Rapid Vienna con 32 reti.

## Classifica finale
|    | Classifica            | G  | V  | N  | P  | GF | GS | Pt |
| -- | --------------------- | -- | -- | -- | -- | -- | -- | -- |
| 1  | FC Wacker Innsbruck   | 36 | 21 | 11 | 4  | 51 | 22 | 53 |
| 2  | Rapid Vienna          | 36 | 18 | 11 | 7  | 72 | 39 | 47 |
| 3  | FK Austria/WAC        | 36 | 19 | 7  | 10 | 72 | 44 | 45 |
| 4  | Linzer ASK            | 36 | 12 | 11 | 13 | 47 | 48 | 35 |
| 5  | VOEST Linz            | 36 | 10 | 14 | 12 | 46 | 47 | 34 |
| 6  | Admira Wacker         | 36 | 11 | 12 | 13 | 43 | 52 | 34 |
| 7  | First Vienna FC       | 36 | 9  | 13 | 14 | 34 | 40 | 31 |
| 8  | Grazer AK             | 36 | 9  | 12 | 15 | 34 | 62 | 30 |
| 9  | Sturm Graz            | 36 | 9  | 10 | 17 | 40 | 55 | 28 |
| 10 | SV Austria Salisburgo | 36 | 9  | 5  | 22 | 34 | 64 | 23 |

## Verdetti
- FC Wacker Innsbruck Campione d'Austria 1976-77.
- Rapid Vienna e Linzer ASK ammesse alla Coppa UEFA 1977-1978.
- SV Austria Salisburgo retrocesso in Erste Liga.